# Amphidrina glaucistis
Amphidrina glaucistis är en fjärilsart som beskrevs av George Francis Hampson 1902. Amphidrina glaucistis ingår i släktet Amphidrina och familjen nattflyn. Inga underarter finns listade i Catalogue of Life.